# Puchacz japoński
Puchacz japoński, ketupa japońska, sowa japońska (Bubo blakistoni) – gatunek ptaka z rodziny puszczykowatych (Strigidae), zamieszkujący wschodnią Azję. Jest to jeden z największych przedstawicieli rzędu sów. Jest on zagrożony głównie ze względu na karczowanie lasów.

## Taksonomia
Takson ten jako pierwszy opisał Henry Seebohm, nadając mu nazwę Bubo blakistoni. Opis ukazał się w 1884 roku na łamach czasopisma „Ibis”. Holotypem był okaz z Hakodadi na japońskiej wyspie Hokkaido. Wcześniej przedstawicieli tego gatunku identyfikowano jako puchacze zwyczajne (Bubo bubo, syn. Bubo maximus). Czasami gatunek ten umieszczany jest w rodzaju Ketupa.
Międzynarodowy Komitet Ornitologiczny i autorzy HBW wyróżniają 2 podgatunki B. blakistoni:
- B. b. doerriesi Seebohm, 1895
- B. b. blakistoni Seebohm, 1884

Proponowany podgatunek piscivorus (północno-wschodnie Chiny) zsynonimizowany z doerriesi, a karafutonis (Sachalin) z podgatunkiem nominatywnym.

## Występowanie
Poszczególne podgatunki zamieszkują:
- B. b. doerriesi – północno-wschodnie Chiny i Rosyjski Daleki Wschód po granicę z Koreą Północną[7]
- B. b. blakistoni – Sachalin, północna Japonia (Hokkaido) oraz południowe Wyspy Kurylskie[7]

Środowiskiem życia puchaczy japońskich są gęste lasy, zarówno liściaste jak i mieszane, z dużymi starymi drzewami (miejscami gniazdowania) w pobliżach jezior, rzek wielokorytowych, strumieni i niezamarzających zimą wybrzeży.

## Charakterystyka

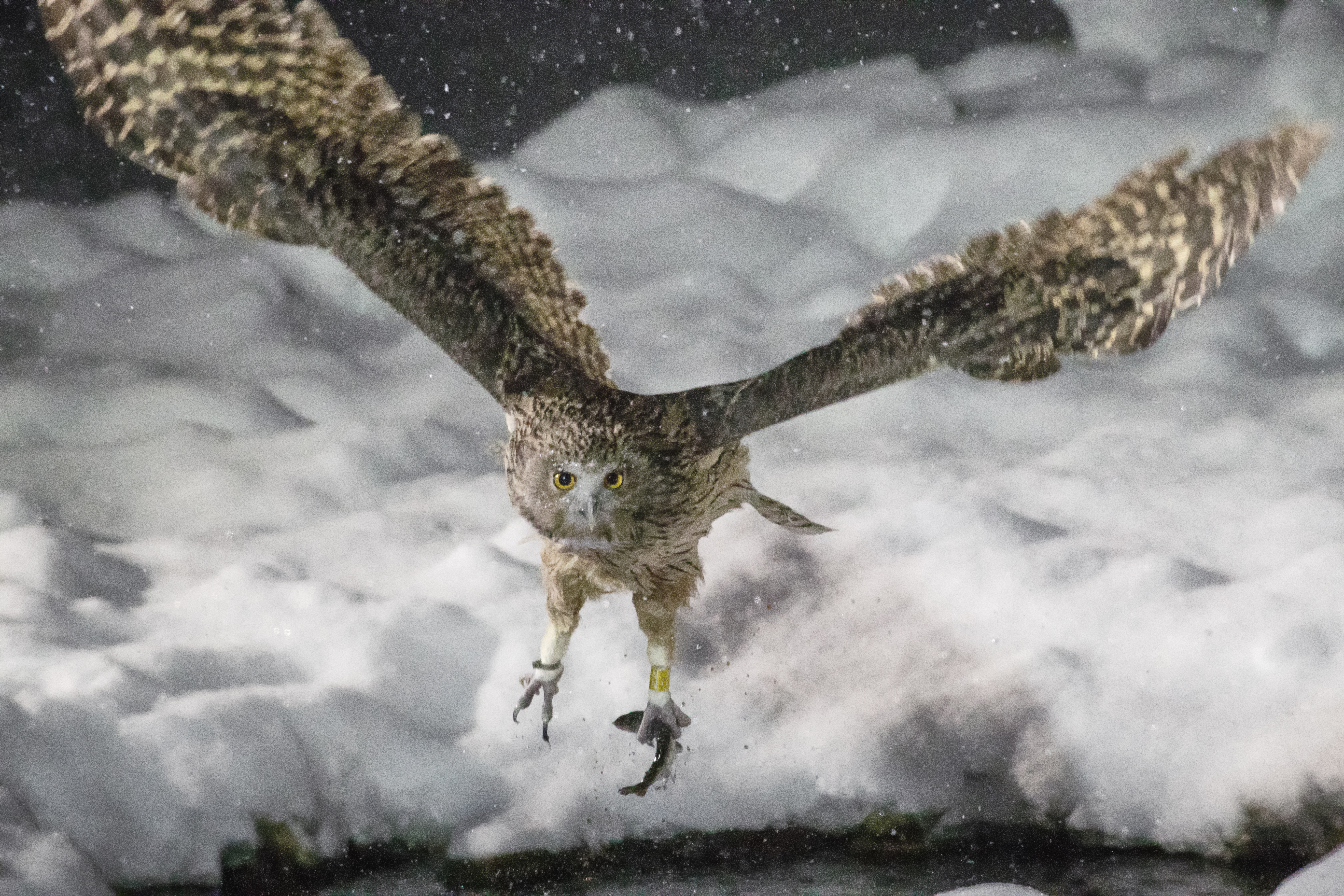
Puchacz japoński w locie ze złowioną rybą

Wygląd zewnętrznyDuży ptak, praktycznie wielkości puchacza. Upierzenie sute, ciemnobeżowe, pióra na skrzydłach szare z czarnymi i brązowymi paskami na każdym piórze. Tułów pokryty krótkimi, czarnymi paskami. Upierzenie zachodzi na szpony. Charakterystyczne dla rodzaju Bubo „uszy” z piór u tego ptaka są stosunkowo szerokie. Widoczny dymorfizm płciowy w wielkości (samice są o ok. 25% cięższe od samców).
Dane liczbowe
- Długość ciała: 60–71 cm[7]
- Rozpiętość skrzydeł: 178–190 cm[7]
- Masa ciała: u 3 samców podgatunku nominatywnego 3150–3450 g, u 4 samic tegoż podgatunku: 3360–4600 g; podgatunek doerriesi: samce średnio 3100 g, samice średnio 3250 g[7].

PożywieniePtak ten żywi się głównie rybami i innymi słodkowodnymi zwierzętami. Może on też jeść ptaki.
GłosNa co dzień puchacz japoński wydaje niskie huu - huuu. W okresie godów, samiec wzywa samicę głośnym huu - huu, huuu - huuuu, na co samica odpowiada: huu.

## Status, zagrożenia i ochrona
IUCN uznaje puchacza japońskiego za gatunek zagrożony wyginięciem (EN, Endangered) nieprzerwanie od 1994 (stan w 2021). Liczebność światowej populacji ostrożnie szacuje się na 1000–2499 dorosłych osobników. BirdLife International ocenia trend liczebności populacji jako silnie spadkowy. Zagrożeniem dla puchaczy japońskich jest wycinka lasów nadrzecznych, przekształcanie terenów leśnych w uprawy, rozwój sieci dróg przy brzegach rzek i konstruowanie tam. Szczególnie w Rosji i Japonii na niekorzyść tych sów działa nadmierny połów ryb, zwłaszcza łososiokształtnych. Gatunek ten jest objęty ochroną we wszystkich krajach, w których występuje.